# Йем, Рубен
Рубен Йем (англ. Reuben Yem; 29 октября 1997, Нигерия) — нигерийский футболист, защитник клуба «Тренчин».

## Карьера
Рубен является воспитанником клуба «ГБС Академи». Вторую половину 2017 года провёл в аренде в молодёжной команде бельгийского «Гента».
В марте 2018 защитник заключил контракт с «Интером» из Братиславы. 23 марта Йем провёл первый матч в новом клубе.
Летом 2018 был оформлен переход защитника в «Тренчин», за который Рубен дебютировал в чемпионате Словакии 5 августа.